# Лопатинка гельветська
Лопатинка гельветська (Scapania helvitica) — вид печіночників порядку юнгерманіальних (Jungermanniales).

## Поширення
Батьківщиною є Європа.
Зростає на вологому ґрунті біля потоків.

## Характеристика
Дернинки коричневозелені. Листки дволопатеві, нижня — широкоеліптична, верхня — опукла, обидві з заокругленою верхівкою. Дводомна рослина. Розмножується спорами та вегетативно за допомогою виводкових тілець.